# Cantarana
Cantarana – miejscowość i gmina we Włoszech, w regionie Piemont, w prowincji Asti.
Według danych na styczeń 2009 gminę zamieszkiwało 977 osób przy gęstości zaludnienia 100 os./1 km².